# Аккерсдейк, Эрик
Эрик Аккерсдейк (нидерл. Erik Akkersdijk; род. 7 октября 1989, Энсхеде, Нидерланды) — с 2008 по 2010 год обладатель мирового рекорда по скоростной сборке кубика Рубика 3×3×3.
Аккерсдейк изучал экологию (Environmental Management) в университете прикладных наук города Девентер (Saxion University of Applied science). Эрик увлекается скоростной сборкой кубика Рубика с августа 2005 года. В 2008 году на соревнованиях в Чехии он установил мировой рекорд (7,08 секунды) по сборке кубика Рубика 3x3x3, который с тех пор был уже несколько раз побит. Нынешний рекорд скоростной сборки составляет 3,47 сек. (Юшенг Ду ноябрь 2018).
Он выиграл титул чемпиона мира в 2007 году с Мегаминксом. В 2008 году Аккерсдейк стал чемпионом Европы с кубом 4х4х4 и кубом 5х5х5.Он установил в общей сложности 33 мировых рекорда по спидкубингу в различных соревнованиях.
После того как он установил мировой рекорд, Эрик появился на популярном телешоу в Нидерландах, чьё название можно перевести как «Бьюсь об заклад, я смогу это сделать» ('Ik wed dat ik het kan'), где он собрал кубик Рубика ногами за 1 минуту 30 секунд и выиграл 1000 €. В 2016 году он снова появился в этой же программе, на этот раз ему удалось решить 3 кубика с завязанными глазами в течение 3 минут. Это также принесло ему 1000 евро.
На своём канале в YouTube Эрик разъясняет и показывает свои навыки по спидкубингу (speedcubing) — скоростной сборке кубика Рубика, также руководство по сборке кубика Рубика есть в его личном блоге. Видео на YouTube, в котором Аккерсдейк установил мировой рекорд, было просмотрено более 2,7 миллиона раз.

## Рекорды
| Тип кубика             | Результат (сек.) | Место           |
| ---------------------- | ---------------- | --------------- |
| 2х2х2                  | 0,96             | Женева,2008     |
| 3х3х3 ногами (лучшая)  | 48,69            | Ахен,2011       |
| 3х3х3 ногами (средняя) | 56,32            | Бангкок,2011    |
| Мегаминкс              | 64,34            | Копенгаген,2009 |
| Пираминкс              | 4,82             | Кашан,2011      |